# Lord-lieutenant de l'Aberdeenshire
Ceci est une liste de personnes qui ont servi comme lord-lieutenant de l'Aberdeenshire, ce titre a été créé le 6 mai 1794.

## Liste des lords-lieutenants du Aberdeenshire
- Alexander Gordon, 4e duc de Gordon 17 mars 1794 – 1808
- George Gordon, 5e duc de Gordon 12 avril 1808 – 28 mai 1836
- William Hay, 18e comte d'Erroll 6 juin 1836-19 avril 1846
- George Hamilton-Gordon, 4e comte d'Aberdeen 21 avril 1846 – 14 décembre 1860
- Charles Gordon, 10e marquis de Huntly 13 février 1861 – 18 septembre 1863
- Francis Keith-Falconer, 8e comte de Kintore 28 décembre 1863 – 18 juillet 1880
- John Hamilton-Gordon, 1er marquis d'Aberdeen et Temair 17 septembre 1880 – 7 mars 1934
- George Gordon, 2e marquis d'Aberdeen and Temair 11 mai 1934 – 1959
- Sir Ian Forbes-Leith, 2e baronnet 29 janvier 1959 – 17 mars 1973
- David Gordon, 4e marquis d'Aberdeen et Temair 18 juin 1973 – 13 septembre 1974
- Sir Maitland Mackie 11 février 1975 – 1987
- Capt. Colin Farquharson 13 mai 1987 – 1998
- Sir Angus Farquharson 19 octobre 1998 – 2010
- James Ingleby 13 juillet 2010 - Présent